# Leyte Gulf
Leyte Gulf ist ein ehemaliges Kriegsschiff, das von 1987 bis 2024 im Dienst der United States Navy stand. Der ehemalige Lenkwaffenkreuzer gehört der Ticonderoga-Klasse an und trägt die Schiffskennung CG-55.

## Geschichte
Die Leyte Gulf wurde 1983 bei Ingalls Shipbuilding in Auftrag gegeben und auf der Werft des Konzerns im März 1985 auf Kiel gelegt. Nach einer 14-monatigen Bauzeit lief das Schiff vom Stapel und wurde im September 1987 offiziell in Dienst gestellt. Das Schiff wurde nach der See- und Luftschlacht im Golf von Leyte 1944 benannt.
Die USS Leyte Gulf fuhr im Zweiten Golfkrieg Einsätze im Persischen Golf, sie war auch am Beschuss des Irak mit Marschflugkörpern beteiligt. Ihre Hauptaufgabe war allerdings die Flugabwehr für die Träger, die sich im Golf befanden. Nach einer kurzen Überholung 1993/1994 verlegte der Kreuzer im Juli 1994 ins Rote Meer, wo sie an Operation Southern Watch teilnahm. Als irakische Truppen im Oktober an der Grenze zu Kuwait aufmarschierten, begann die USS Leyte Gulf eine Höchstgeschwindigkeitsfahrt (3.600 Seemeilen in fünf Tagen) und war das erste amerikanische Kriegsschiff, das vor der Küste Kuwaits kreuzte, um Flagge zu zeigen.
1996 kollidierte die Leyte Gulf  während einer Übung mit der Theodore Roosevelt, als diese ihr Tempo plötzlich verringerte. Dabei wurden das Heck des Flugzeugträgers und der Bug des Kreuzers schwer beschädigt, die Kosten für die Reparaturen lagen bei 16 Mio. Dollar.
1999 nahm die USS Leyte Gulf an der Operation Allied Force im Mittelmeer teil, 2001 mit der Kampfgruppe um die USS Theodore Roosevelt an Operation Enduring Freedom.
2004 verlegte der Kreuzer als Teil der Kampfgruppe um die Wasp zu einem Einsatz, der wiederum ins Mittelmeer führte. Im Mai 2008 nahm die Leyte Gulf unter Führung der Kearsarge an der Fleet Week in New York City teil. Anfang 2011 verlegte der Kreuzer an der Seite der Enterprise in europäische Gewässer und weiter in den Indischen Ozean, wo die Gruppe zur Freihaltung der Seewege eingesetzt wurde. In der zweiten Hälfte des Jahres 2019 nahm die Leyte Gulf innerhalb der Flugzeugträgerkampfgruppe um die Abraham Lincoln an Überwachungsfahrten in der Straße von Hormus teil, um die freie Seefahrt dort zu gewährleisten. Diese Mission endete am 4. Januar 2020 mit der Rückkehr in den Heimathafen Norfolk, Virginia.
Die feierliche Außerdienststellung der Leyte Gulf fand am 20. September 2024 in Naval Station Norfolk statt. Am 27. September 2024, dem gleichen Tag wie das Schwesterschiff Antietam, wurde die Leyte Gulf außer Dienst gestellt und aus der Liste der aktiven Schiffe gestrichen. Sie wurde Ende Oktober 2024 von Norfolk nach Philadelphia geschleppt, wo sie in der Naval Inactive Ship Maintenance Facility (NISMF) aufbewahrt wird.

## Popkultur
Im Film Top Gun: Maverick spielt die USS Leyte Gulf eine entscheidende Rolle bei einem militärischen Angriff auf einen feindlichen Flugplatz. In dieser Szene wird die Leyte Gulf mit Tomahawk-Marschflugkörpern ausgestattet, um den feindlichen Stützpunkt zu bombardieren und somit die Mission der Fliegerstaffel zu unterstützen.